# Dubrovka (anello centrale di Mosca)
Dubrovka (in russo Дубровка?, bosco di querce) è una stazione dell'Anello centrale di Mosca. Inaugurata nel settembre 2016, la fermata è situata nel quartiere di Južnoportovyj, non distante dalla Terza strada circolare.
Nel 2017, la stazione era frequentata mediamente da 14.000 passeggeri al giorno.

## Interscambi
La stazione è posta a poca distanza dall'omonima stazione della linea 10 della metropolitana.